# ウィリアム・ドーズ

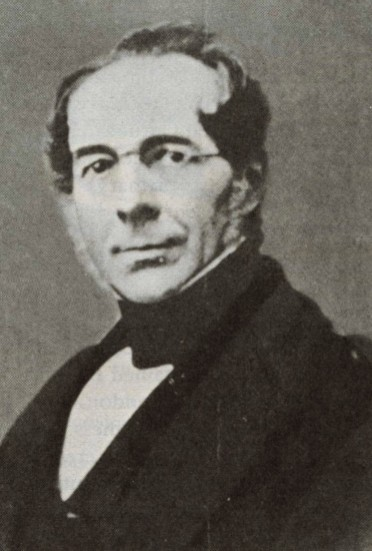
ウィリアム・ドーズ

ウィリアム・ラッター・ドーズ（William Rutter Dawes、1799年3月19日 - 1868年2月15日) は、イギリスのアマチュア天文家・牧師である。惑星の観測の第一人者で、鷲の眼という異名を与えられた観測家である。アメリカ合衆国のボンド親子（ジョージ・ボンド、ウィリアム・ボンド）と独立して、土星のC環を発見した。望遠鏡などの分解能の限界を表す、ドーズ限界は彼の名に因んでいる。
ロンドンに生まれた。医学を学んだが、ウィリアム・ラッセルに会い天文学に興味をもった。一方宗教を学び、牧師となった。1829年には自分の観測所を作って、2重星の観測を行い、「鷲の眼」という異名を与えられた。1830年には王立天文学会の会員になった。1848年土星のC環を発見した。1864年火星の接近時に火星表面の図を残した。

## 賞
- 王立天文学会ゴールドメダル (1855年)

## 命名
- 月のクレーター、火星のクレーター